# Ascotis azorica
Ascotis azorica är en fjärilsart som beskrevs av Rudolf Pinker 1971. Ascotis azorica ingår i släktet Ascotis och familjen mätare. Inga underarter finns listade i Catalogue of Life.